# Веневитинова, Галина Ивановна
Галина Ивановна Веневитинова (4 апреля 1949 — 29 декабря 1983) — советская актриса театра и кино.

## Биография
Родилась 4 апреля 1949 года в Москве. Девичья фамилия Шелудько. Родители Галины отношения к актёрской профессии не имели: мать — врач, отец — административный работник в объединении «Союзгосцирк». Семья Галины жила в центре Москвы, в одном из домов по улице Хмельницкого (ныне — улица Маросейка). Училась в 661-й средней общеобразовательной школе на Покровке.
В 1966—1967 годах — актриса Московского Потешного театра «Скоморох» под руководством Г. И. Юденича.
В 1967—1971 годах — актриса театра-студии «Жаворонок», где сыграла несколько главных ролей, среди которых роль Жанны в пьесе «Жаворонок» Ж. Ануя в постановке Б. И. Аблынина (1968 год).
В 1969 году Галина поступила на актёрский факультет заочного отделения ГИТИС, на курс Л. Г. Топчиева. В 1973 году окончила обучение по специальности «Актриса драматического театра и кино».
В 1973—1974 годах — актриса речевого жанра Москонцерта, выступала как чтец.
С февраля 1974 года — актриса МТЮЗа. Галина была принята в труппу в числе восьми новичков и уже в сентябре 1974 года сыграла на сцене МТЮЗа свою первую главную роль.
В 1974—1978 годах Галина Веневитинова — одна из ведущих актрис театра. Играла до 200 спектаклей за сезон, из них в каждом третьем спектакле у неё была главная роль. В этот период сыграла главные роли в спектаклях «Мужчина семнадцати лет» (1974), «В порядке обмана» (1975), «Три мушкетёра» (1977) и других.
После 1978 года карьера актрисы пошла на спад. В театральных сезонах 1978/1979 — 1982/1983 годов, в силу ряда причин (в том числе из-за снятия с репертуара ряда спектаклей) играла мало и новых главных ролей в театре не получала, а в период с весны 1979 по осень 1981 года Галина не получила в театре ни одной даже самой маленькой новой роли.
Всего за почти 10 лет работы во МТЮЗе сыграла около 30 ролей в 19 театральных постановках. Всего актриса сыграла 1221 спектакль на сцене этого театра, не считая шефских и гастрольных спектаклей. Галина Веневитинова запомнилась как талантливая и разносторонняя актриса, которой были подвластны многие театральные жанры, но режиссёры МТЮЗа предлагали Галине в основном роли в сказках и в музыкальных спектаклях, используя прекрасные внешние и вокальные данные актрисы. Параллельно с театральной деятельностью Галина работала на телевидении (играла в телеспектаклях и снималась в телепрограммах), на радио, выступала как певица в концертных программах. Но массовому советскому зрителю Галина Веневитинова была всё же малознакома. В кино она до 1980 года не снималась, в телеспектаклях играла в основном небольшие роли, а телевизионные программы с её участием по большей части предназначались, по линии Главного Управления внешних сношений Гостелерадио СССР, для демонстрации в других странах.
В 1980 году актриса узнала, что тяжело больна (у неё была диагностирована лимфосаркома), тем не менее она приняла предложение сыграть одну из главных женских ролей в телефильме Одесской киностудии «Берегите женщин» (1981, реж. В. Макаров, А. Полынников). Галина скрыла от съёмочной группы свою болезнь, и, несмотря на ухудшение своего состояния в процессе съёмок, отлично отработала на картине. Фильм имел большой успех. Через год Галина Веневитинова вновь появилась на экране в небольшой роли в фильме «Просто ужас!» той же студии (1982, реж. А. Полынников).
Вплоть до декабря 1983 года Галина Веневитинова, несмотря на болезнь, продолжала работать во МТЮЗе. В 1981—1983 годах играла в театре мало, не более десяти спектаклей в месяц, ей приходилось подолгу отсутствовать из-за лечения.
Последний в своей жизни спектакль («Новенький») актриса сыграла вечером 8 декабря 1983 года. Пока она могла, осенью—зимой 1983 года участвовала в репетициях премьерного спектакля «Три дня в гостях» по пьесе Тамары Ян, в котором должна была исполнить впервые за пять лет новую главную роль, но сыграть премьеру, состоявшуюся 28 декабря 1983 года, Галина уже не сумела.
Умерла 29 декабря 1983 года. Похоронена 31 декабря 1983 года на участке Н-91 Долгопрудненского (Южного) кладбища.

## Семья
Отец — Иван Демьянович Шелудько (18.11.1906 — не ранее 1986), участник Великой Отечественной войны с 1941 по 1945 г., гвардии майор. После войны работал в Москве, в 1955—1970 гг. — административный работник объединения «Союзгосцирк», также работал в Севастополе.
Мать — Рейхана Ибатовна Шарафутдинова (в замужестве — Шелудько) (27.01.1915 — …?), работала врачом-хирургом в Москве.
Брат — Илья Аймалов (25.04.1938 — 20.03.2002), похоронен рядом с Галиной Ивановной на участке Н-91 Долгопрудненского (Южного) кладбища.
Муж — Геннадий Николаевич Веневитинов (род. 19.10.1946), в 1969—1980 годах — преподаватель ГИТИСа, потом работал в других вузах.
Сын — Дмитрий (род. 10.11.1972).

## Театральные работы
Список театральных работ (составлен российским актёром и режиссёром Павлом Тихомировым)

### Театр-студия «Жаворонок»
- 1968 — «Жаворонок» — Жанна; Агнесса; Иоланта
- 1968 — «Я счастливый парень» — мальчишка
- 1968 — «Великий лягушонок» — лиса
- 1969 — «Война с саламандрами» — саламандра-певица
- 1970 — «Сотворение грома» — девушка для танцев
- 1971 — «Однажды, 200 лет назад» — Паскуале

### МТЮЗ
- 1974 — «Будьте готовы, ваше высочество!» — пионерка; курортница
- 1974 — «Тень»— горожанка; придворная дама
- 1974 — «Том Кенти»
- 1974 — «Как дела, молодой человек?»
- 1974 — «Грозовой год» — крестьянка
- 1974 — «Три мушкетера» — кармелитка; Миледи
- 1974 — «Мужчина семнадцати лет» — Варя
- 1974 — «Мой брат играет на кларнете» — школьница
- 1975 — «В порядке обмана» — Галя; Тамара
- 1975 — «О чём рассказали волшебники» — ласточка
- 1975 — «Нахалёнок» — девочка
- 1977 — «Красная Шапочка» — лиса
- 1977 — «Два клёна» — Баба Яга
- 1977 — «Простые парни» — Марина
- 1978 — «Сказка о царе Салтане» — Царевна-Лебедь
- 1979 — «Наташа Ростова» — хозяйка бала
- 1982 — «Много шума из ничего» — Маргарита
- 1982 — «Товарищи-дети» — учительница
- 1982 — «Новенький» — учительница домоводства

## Фильмография
- 1974 — «Чудачка» (телеспектакль) — Варя
- 1976 — «Диспетчер слушает» (телеспектакль) — эпизод
- 1980 — «До свидания, лето» (учебный) — Ольга Крылова
- 1981 — «Берегите женщин» — Валя
- 1982 — «Просто ужас!» — Маруся
- 1982 — «Солнечный ветер» (6 серия) — стюардесса